# 2009年のブラジル
2009年のブラジルでは、2009年のブラジルに関する出来事について記述する。

## できごと

### 1月
- 1月18日 - 午後7時頃、サンパウロ南部にある教会で、礼拝の最中に天井が崩落。少なくとも9人が死亡し、100人以上が負傷した。この教会は、サッカーブラジル代表のカカが2005年に結婚式を挙げたことで知られている [1][2]。
- 1月18日-23日 - 中南米最大のファッションショーであるサンパウロ・コレクション (秋冬)、サンパウロで開催 [3][4]。
- 1月27日-2月1日 - 世界社会フォーラム（反ダボス会議）、ブラジル北部のベレンで開催。ルラ大統領、ベネズエラのチャベス大統領らが出席。非政府組織（NGO）など、約10万人が参加した [5][6]。

### 2月
- 2月7日 - 乗員2人・乗客26人を乗せた小型旅客機が、アマゾン川支流のマナカプル川に墜落。子ども7人を含む24人が死亡した。小型旅客機は、地元の航空会社マナウス・アエロタクシーが運行しており、ブラジル北部・アマゾナス州のコアリからマナウスへ向かう途中だった [7][8][9]。
- 2月20日-24日 - リオのカーニバル開催。競演パレードで、工藤めぐみがパシスタを務めるチーム「サルゲイロ」が9度目の優勝 [10][11][12]。

### 3月
- 3月26日 - ルーラ大統領、ブラジリアでブラウン英首相と会談。ルーラ大統領は、会談後の共同記者会見で、「青い眼の白人の分別のない振る舞い」が世界的な経済危機を引き起こしたと発言し、メディアを賑わせた [13][14]。
- 3月31日 - 第2回南米・アラブ諸国首脳会議、カタールの首都ドーハで開催。出席したルーラ大統領は、演説で、パレスチナ問題の解決に向けた国際平和会議の開催を提唱するとともに、南米とアラブ世界の協力をより一層進め、両地域間の経済的な結びつきを一層強化する強い意欲を示した [15][16]。

### 4月
- 4月1日-2日 - 第2回20か国・地域首脳会合（G20首脳会合、金融サミット）、ロンドンで開催。2010年末までの総額5兆ドルの財政刺激策により、世界の成長率を4%押し上げ、大規模な雇用を創出するとする共同声明を採択[17][18][19]。出席したルーラ大統領は、新興国と先進国が初めて対等に話し合うことができたと評価した [20][21]。
- 4月21日 - リオデジャネイロで、「ブラジルにおけるフランス年」開幕。2005年の「フランスにおけるブラジル年」の返礼として実施されるもので、11月15日までの期間中、コンサート、演劇などのイベントを開催 [22][23]。

### 5月
- 5月8日 - 南米7カ国（アルゼンチン、ウルグアイ、エクアドル、パラグアイ、ブラジル、ベネズエラ、ボリビア）の経済・財務担当相、ブエノスアイレスでの会合で、世界的な金融危機の影響に対処するため、南部銀行 （バンコ・デル・スル）に対する共同出資に合意。出資総額は70億ドル（約6,900億円）で、ブラジルは、アルゼンチン、ベネズエラとともに20億ドルずつ負担する内容 [24][25]。

### 6月
- 6月1日 - エールフランス447便墜落事故。乗員乗客計228人を乗せた旅客機が、リオデジャネイロからフランスのパリに向かう途中、大西洋上で墜落。乗客には、ブラジル人58人が含まれる。生存は絶望視されており、ブラジル軍が捜索を打ち切った6月26日までに、51人の遺体が収容された[26][27][28]。